# Hanwell, Oxfordshire
Hanwell är en ort och civil parish i Storbritannien.   Den ligger i grevskapet Oxfordshire och riksdelen England, i den södra delen av landet, 110 km nordväst om huvudstaden London. Hanwell ligger 147 meter över havet och antalet invånare är 263.
Terrängen runt Hanwell är platt, och sluttar österut. Runt Hanwell är det ganska tätbefolkat, med 230 invånare per kvadratkilometer. Närmaste större samhälle är Banbury, 3,6 km sydost om Hanwell. Trakten runt Hanwell består till största delen av jordbruksmark.